# Glitcherry

## История
В начале 2025 года, после выхода игры Forsaken, среди игроков Roblox начали распространяться сообщения о необычном явлении. Первые зафиксированные случаи произошли во время глобального события Last Man Standing (LMS), когда десятки игроков неожиданно столкнулись с массовым вылетом. Вместо привычного экрана загрузки появлялась искажённая шахматная текстура фиолетово-чёрного цвета, полностью закрывающая интерфейс.  
Подобные сбои были отмечены не только в Forsaken, но и в других проектах — Murder Mystery 2 и фанатских хоррорах. Именно тогда сообщество начало называть это явление «глючным Roblox».  

## Мифы
Несмотря на отсутствие официальных заявлений, среди игроков возникли мифы и версии происхождения багов:  
- Сбой связан с экспериментальным движком рендера, внедрённым в Roblox Studio в начале 2025 года.
- Это «остатки» старого системного бага, замаскированные под текстуру отладки.
- При перегрузке сервера Forsaken якобы запускается скрытый код, вызывающий «шахматную ошибку».

## Легенда
Со временем технический баг оброс легендами. Игроки рассказывали, что появление шахматного экрана не просто ошибка — а своеобразный «сигнал» о том, что сервер скоро отключится или данные будут повреждены. В некоторых сообществах возникла гипотеза, что «глючный Roblox» — это след старых тестовых билдов, случайно оставшийся в структуре клиента.  

## Появление
Первые подтверждённые случаи были зафиксированы в январе 2025 года, в ходе тестов Forsaken. По свидетельствам игроков, после старта LMS происходил резкий фриз, а затем экран заполнялся шахматной текстурой. Аналогичные отчёты стали появляться и в Murder Mystery 2, где при загрузке матчей игра могла внезапно «ломаться» с тем же визуальным артефактом.  

## Зафиксирование
- На форумах Roblox появились отдельные темы, где игроки документировали частоту багов.
- В некоторых сообществах утверждалось, что встреча с этим багом могла временно повредить игровые сохранения или вызвать вылеты даже за пределами конкретной игры.

Несмотря на многочисленные свидетельства, официального комментария от разработчиков Roblox так и не последовало.  